# Калмухамедов, Айкеш Калмухамедович
Айке́ш Калмухаме́дович Калмухаме́дов (1909—1985) — бригадир тракторной бригады Ащебутакской МТС Домбаровского района Чкаловской области. Герой Социалистического Труда (1948).

## Биография
Родился 5 февраля 1909 года в ауле №3 Актюбинского уезда Тургайской области (ныне - Домбаровский район Оренбургской области) в семье крестьянина. Казах.
Получил начальное образование. Работал трактористом в зерновом колхозе. В 1929 году был призван на срочную службу в Красную Армию. После армии работал трактористом на Ащебутакской МТС. В 1936 году был назначен бригадиром трактористов. В годы Великой Отечественной войны трудился в одном из колхозов Оренбургской области.
В 1947 году бригада под управлением Айкеша Калмухамедова собрала в среднем по 22,9 центнера пшеницы с каждого гектара на участке площадью 150 гектаров. В 1948 году удостоен звания Героя Социалистического Труда «за получение высоких урожаев пшеницы и ржи при выполнении колхозом обязательных поставок и натуроплаты за работу МТС в 1947 году и обеспеченности семенами зерновых культур для весеннего сева 1948 года».
В 1950-х годах участвовал в освоении целины в Оренбургской области.
С 1968 года – персональный пенсионер союзного значения.
Умер 3 августа 1985 года. Похоронен на кладбище посёлка Полевой Домбаровского района.
Награды
- Герой Социалистического Труда
- Орден Ленина
- Орден Трудового Красного Знамени